# Sangaris viridipennis
Sangaris viridipennis är en skalbaggsart som beskrevs av Julius Melzer 1931. Sangaris viridipennis ingår i släktet Sangaris och familjen långhorningar. Inga underarter finns listade i Catalogue of Life.